# PowerDVD
PowerDVD ist eine Software des Unternehmens CyberLink zur DVD-Videowiedergabe unter Microsoft Windows auf PCs. Die Version 7 war die einzige Version, die sowohl Blu-ray als auch HD-DVD unterstützte. Mit der Version 8 wurde die Unterstützung für HD-DVD bereits wieder entfernt.
PowerDVD wird in verschiedenen Versionen angeboten, die sich im Funktionsumfang stark unterscheiden, und lässt sich durch Plug-ins und sogenannten „Enhancement Packs“ um zusätzliche Funktionen wie die Wiedergabe lizenzpflichtiger Audioformate oder Stromsparfunktionen für die Verwendung auf Notebooks erweitern. Die Oberfläche der Software kann mittels Skins verändert werden.
Neben der OEM-, der Vollversion und dem Abomodell ist auch eine Demo mit eingeschränkten Funktionen erhältlich.

## Versionen
PowerDVD 8 unterstützt Digitale Rechteverwaltung (CPRM DRM) und gibt Video- und Musikdateien im Format WMV-HD, DivX, Xvid, MP3 und AAC wieder.
Aus PowerDVD 9 wurde die Funktion, HD DVDs abzuspielen, wieder entfernt.
PowerDVD 10 war in vier Versionen auf dem deutschsprachigen Markt erhältlich – Ultra 3D, Deluxe, Standard und Essential. Es handelt sich dabei um einen Universal-Player, der es Nutzern möglich macht Musik, Filme und Videos von einer einzigen Anwendung aus abzuspielen. Zusätzliche Features in dieser Software beinhalten u. a. die Umwandlung von Filmen von 2D zu 3D, die Steigerung von DVDs zu HD, weichere Blu-ray-Wiedergabe, Lesezeichen für Filmszenen und ein weites Spektrum an abspielbaren Dateiformaten.
3D-Filme: TrueTheater 3D nutzt einen GPU-beschleunigten Videoumwandler um DVD-Filme von 2D zu 3D zu konvertieren.
HD-Filme: TrueTheater HD steigert DVDs und Videodateien von SD zu HD.
Videoformate: PowerDVD 10 spielt ein weites Spektrum an Videoformaten ab, inklusive MKV, FLV, WTV, RM, RMVB, 3gp und 3G2. Für das Abspielen von RM/RMVB-Formaten ist die Installation eines RealPlayer notwendig. Unterstützte Untertitelformate sind smi, ass, ssa, psb, srt und sub.
MovieMarks: MovieMarks umfassen Filmszenen mit Rezensionen, welche online via MoovieLive.com mitgeteilt werden können.
Live-Kommentare: Live-Kommentare können von PowerDVD-Nutzern auf Facebook, Twitter und MoovieLive während der Filmwiedergabe hochgeladen werden.
Im April 2011 ist PowerDVD 11 veröffentlicht worden. Diese Version unterscheidet sich gegenüber den Vorgängerversionen vor allem durch Streaming-Möglichkeiten von DLNA-konformen Servern sowie einer optisch veränderten Benutzerschnittstelle und der Einbindung von Facebook, YouTube und Flickr in das Programm. Außerdem lässt sich Version 11 mithilfe einer Smartphone-App (Android/iPhone) steuern.
PowerDVD 12 erschien Ende Januar 2012 und kam in den Versionen Standard, Pro sowie Ultra auf den Markt. Es bietet nun auch 3D-Umwandlung von 2D-Blu-ray-Discs und 7.1-Tonausgabe als Bitstream (nur Ultra-Version).
PowerDVD 14, erschienen im Frühjahr 2014, war ebenfalls in den Versionen Standard, Pro und Ultra erhältlich. Neue Features waren unter anderem TrueTheater HD für Full HD-Inhalte, anpassbare Untertitel, ein Videorekorder für Youtube und anpassbare Hintergründe.
PowerDVD 15 erschien im April 2015 und bietet unter anderem TrueTheater Color für eine verbesserte Farbdynamik und TrueTheater Sound für Verbesserungen an der Audiowiedergabe.
Mit PowerDVD live hat Cyberlink ein Software-Abonnement für PowerDVD eingeführt. Neben dem Versionsumfang der PowerDVD Ultra Version bietet dieses Modell inklusive Upgrades für die Laufzeit des Abonnements und 20 GB Cloud-Speicher.

## Features und Funktionen
Diese Features und Funktionen werden von CyberLink PowerDVD unterstützt:
- Videoformate/Codecs: MPEG-1, MPEG-2, MPEG-2 HD (High-Definition MPEG-2), DVD-Video, Mini-DVD, MPEG-4 ASP (wie Xvid und DivX sowie DivX Pro), MPEG-4 AVC (H.264), MPEG-4 HEVC (H.265),  QuickTime, RealMedia, 3GPP, DivX Pro, Blu-ray Disc, AVCHD, WMV-HD, DVD-VR, DVD+VR
- Audioformate/Codecs: DVD-Audio, WAV, MP3, MP2, AAC, LPCM, MLP Lossless, Dolby Digital (5.1), Dolby Digital EX, DTS 5.1, DTS Neo:6, DTS 96/24, DTS-ES Discrete

### Video-Wiedergabe
- Automatische Dialog-Schleifen: „Say-It-Again“ wiederholt auf Knopfdruck das zuletzt Gesprochene
- „Read-It-Clearly“ erlaubt es, Untertitel aus dem Bildbereich heraus in die Letterbox-Balken zu verschieben
- Stromsparende Merkmale für Notebooks: „See-It-All“ erhöht die Wiedergabegeschwindigkeit, wenn der Akkustand niedrig wird
- InterActual Player – Zusatzmaterial und Downloadinhalte über den PC, falls von der jeweiligen DVD unterstützt
- Software-Video-Deinterlacing
- Dynamic Range Compression und Sound Retrieval System (SRS)
- A-B Repeat – lässt Anwender Szenen in Schleifen wiedergeben
- 9-fach digitaler Zoom
- Closed Captioning
- Anzeige dualer Untertitel
- Video-Lesezeichen
- Automatischer Start des Films an der Stelle, an der er unterbrochen wurde
- Screen Snapshots – Aufnahme von Frames
- Wiedergabe von externen Untertiteln in AVI-, DivX- und WMV-Dateien(unterstützt die Erweiterungen SRT, SUB, SSA, ASS, PSB und SMI)
- Austauschbare Skins für die Player-Oberfläche
- Low Frequency Effects (Niedrigfrequenz-Effekte) – mixt den Niedrigfrequenz-Kanal (Bass) der vorderen Lautsprecher
- Dolby Pro Logic IIx – 2.0-5.1 → 7.1 Audiokanal-Erweiterungstechnologie (Upsampling von 2.0- bis auf 7.1-Kanal-Raumklang)
- CyberLink Headphone – Virtueller Raumklang auf 2-Kanalton-Kopfhörern (Stereo)
- CyberLink Virtual Speaker – Virtueller Raumklang auf 2-Kanalton-Lautsprechern (Stereo)
- Unterstützt BD-Video Profile 2
- Verbesserte BD-Java-Kompatibilität, um die Interaktivität mit einigen BD-ROMs zu optimieren

### Musik-Wiedergabe
- Karaoke-Modus – dämpft die Musik und ermöglicht es, zu Karaoke-Discs zu singen
- Audio Equalizer – atmosphärische Effekte über Voreinstellungen wie unter anderem Techno und Blues
- Audiovisualisierung – bietet grafische Effekte auf dem Bildschirm während der Wiedergabe von Musik

### Movie Remix
Die Remix-Funktion ist darauf ausgelegt, basierend auf der Originalversion eines Filmes eine neue Fassung zu erstellen. Diese neue Version kann eine Parodie, ein Trailer oder jede mögliche Art von Fassung sein, die man mit dem Originalfilm erstellen will.

### Movie Collection
Die Software sammelt Filminformationen und Benutzereingaben von DVDs und speichert diese in einer Datenbank, welche auch auf dem Portal MoovieLive online gestellt werden kann.

### Allgemeines
- PowerDVD unterstützt das Abspielen von Filmen aus dem Heimnetzwerk über Universal Plug and Play.
- PowerDVD läuft unter Windows XP, Windows Vista, Windows 7 und Windows 8. Bereits Version 7.0 ist mit einem Patch von der Herstellerseite unter Windows Vista und Windows 7 lauffähig.

## Kritik
Cyberlink unterstützt PowerDVD lediglich zwei Jahre nach Release mit Updates. Dies ist zwar in der Branche üblich und verhindert nicht die grundsätzlich mögliche Weiternutzung der Software, im Gegensatz zu anderen Anwendungen hat dies bei der Verwendung aktueller Blu-ray-Titel die Konsequenz, dass Kunden diese nur abspielen können, wenn sie alle ein bis zwei Jahre eine neue Version erwerben. Dies führte zu vielen Beschwerden durch Nutzer von PowerDVD 9 (und früheren), als Star Wars auf Blu-ray erschien.